# Bisetocreagris gracilis
Bisetocreagris gracilis är en spindeldjursart som först beskrevs av Vladimir V. Redikorzev 1934.  Bisetocreagris gracilis ingår i släktet Bisetocreagris och familjen helplåtklokrypare. Inga underarter finns listade.